# ノースダコタ州議会
ノースダコタ州議会(英語:The North Dakota Legislative Assembly)は、アメリカ合衆国ノースダコタ州の州議会である。州議会は、州下院（94議席）と上院にあたる州上院（47議席）の2院で構成される。州は47の選挙区に分けられ、各選挙区から2名の下院議員と1名の上院議員が選出される。州議会は2年ごとの議会であり、上院と下院は奇数年に80日間のみ開かれるため、州議会が開会されていない期間中は立法評議会が立法事務を監督し、より長期的な課題の研究や、次の会期中に両院で審議される法案の起草を行う。
2023年1月以降、上下両院の議員は4年の任期を2期までとする。それ以前は、議員に任期制限は設けられていなかった。
会議は、ビスマークにある19階建てのアールデコ調の州会議事堂の西側会議場で開かれる。

## 憲法上の義務
ノースダコタ州憲法第4条第1項によると、上院議員は40名以上54名以下でなければならない。同様に、下院議員は80名以上108名以下でなければならない。
第2項では、州議会は上院議員数と同じ数の連続した領土からなる立法地区に州を分割できると規定されている。各上院選挙区には少なくとも 2 名の代議員と 1 名の上院議員が割り当てられ、選挙区全体または選挙区内の小選挙区から選出される。 
議会は、連邦政府施設または連邦政府機関が単独議員選挙区に含まれ、その人口が単独議員選挙区の3分の2以上を占める場合のみ、2つの上院選挙区を統合することができる。また、その選挙区内の小選挙区から、上院議員選挙および下院議員選挙を行うこともできる。
1970年9月1日、ノースダコタ州の有権者は憲法制定会議の開催を承認した。会議の一環として、1972年4月28日、ノースダコタ州は州議会を両院制のままにするか、一院制にするかの投票を行った。有権者は、一院制議会への移行を70対30近くの賛成多数で承認したが、この変更は、有権者が同じ投票用紙で新しい州憲法も承認した場合にのみ発効することになっていたが、62.69対37.31で否決された。
議会の両院の任期は4年であることに加え、第3条では上院議員の半数と下院議員の半数は2年ごとに改選しなければならないと規定されている。当初、州憲法では州下院議員の任期は2年間に限定され、すべての議員が同時に再選に立候補することになっていた。
1996年、有権者は、議員の任期を4年にし、任期をずらすという憲法改正を承認した。この改正は1997年7月1日に発効し、1998年の選挙で初めて適用された。2022年には、その年から選出される議員の任期を2期までとするという別の改正も承認された。州議会で可決され、州知事の署名を受けたすべての法律は、ノースダコタ州法典の一部となる。

## 議員要件
議会に選出される両院議員は、選挙当日において、選挙区内の有権者資格を有し、選挙の直前の1年間ノースダコタ州に居住していなければならない。

## 立法運営
州議会は2年ごとに開かれるため、その間の立法、調査、委員会報告、証言は立法評議会が担当する。立法評議会は、上下両院の多数党および少数党の院内総務、および下院議長を含む17人の議員で構成される。
下院議長は、多数党院内総務と少数党院内総務の推薦に基づき、それぞれ多数党と少数党から3人ずつ、計6人の代表を任命する。
副知事（上院議長）は、上院多数党院内総務と少数党院内総務の推薦に基づき、多数党から3名、少数党から3名の計6名の議員を任命する。ただし、上院議長自身は立法管理委員会の一員ではない。

## 議事堂

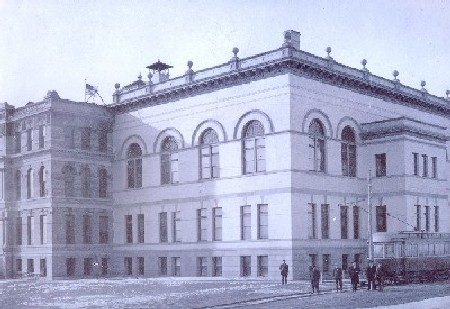
20世紀初頭の最初の州会議事堂

1883年から1884年にかけて建てられた、州会議事堂は、1930年12月28日の朝に焼失するまで、州議会の議事堂として使用されていた。火災発生時、ロバート・バーン州務長官は州憲法の原本を救い出したものの、その書類を取り出すために窓を割った際に、手に切り傷と火傷を負った。
議事堂のない間、州議会はビスマークの戦争記念館と市公会堂の両方で招集された。ジョージ・F・シェイファー知事の承認の下、大恐慌の最中の1931年から1934年にかけて、現在のアールデコ調の議事堂が建て替えられた。